# 福島県道143号仁井田郡山線
福島県道143号仁井田郡山線（ふくしまけんどう143ごう にいだこおりやません）は、福島県須賀川市から郡山市に至る一般県道である。

## 路線概要
- 起点：須賀川市仁井田字緑川
- 終点：郡山市開成5丁目
- 総延長：7.697 km[1]
  - 実延長：7.562 km
- 路線認定年月日：1959年8月31日[2]

### 道路施設
牛庭橋
- 全長：37.1m
- 幅員：7.0m
- 竣工：1973年[3]

郡山市安積町牛庭4丁目から2丁目、3丁目に至り、東北自動車道を渡る跨道橋である。橋上は上下対向2車線で供用され、歩道は設置されていない。
成田橋
- 全長：53.4m
- 幅員：6.0m
- 竣工：1972年[4]

成田橋側道橋
- 全長：53.7m
- 幅員：3.0m
- 竣工：1999年

郡山市安積町成田字小松淵、字柳山から字上河原、字田中場に至り、一級水系阿武隈川水系笹原川を渡る。橋上に歩道はなく、下り線側に人道橋が架設されている。
仁池橋
- 全長：20.0 m
- 幅員：7.0（12.0） m
- 形式：単径間単純PCプレテンT桁橋
- 竣工：1985年

郡山市久留米6丁目、大槻町字仁池向から字下西田、字針生向に至り、一級水系阿武隈川水系南川を渡る。国道4号あさか野バイパス建設による仁池向交差点の整備と、河川断面拡大のために1983年度県単独橋梁整備事業として着工された。郡山市街地での施工のため工事中の交通確保が課題であったために1985年度に緊急地方道整備事業に切り替え早期完成を図った。総事業費は2億10万円。

## 通過する自治体
- 須賀川市 - 郡山市

## 接続・交差する道路
- 須賀川市内
  - 福島県道109号安積長沼線（仁井田字緑川 起点）
- 郡山市内
  - 福島県道47号郡山長沼線（安積町成田字小林）
  - 国道4号郡山バイパス（大槻町字仁池向〈仁池向交差点〉）
  - 福島県道6号郡山湖南線（開成5丁目 終点） - 東側至近にある開成5丁目交差点にて国道49号が県道6号と交差する。

## 沿線
- 須賀川市立仁井田小学校
- 郡山市立安積第二中学校
- 針生ヶ丘病院